# Pipistrellus hanaki
Pipistrellus hanaki és una espècie de ratpenat de la família dels vespertiliònids. Viu a Líbia. El seu hàbitat natural és el bosc mediterrani típic intercalat amb matollars. No hi ha amenaces significatives per a la supervivència d'aquesta espècie.